# Strzelectwo Igrzyskach Małych Państw Europy 2011
Strzelectwo Igrzyskach Małych Państw Europy 2011 odbyło się w dniach 31 maja - 3 czerwca na dwóch obiektach: Schiessstand Rheinau w Vaduz oraz w Gemeindesaal Balzers w Balzers. Tabelę medalową zawodów strzeleckich wygrali Islandczycy. 

## Medaliści

### Mężczyźni
| Kategoria              |                             |                             |                        |
| ---------------------- | --------------------------- | --------------------------- | ---------------------- |
| Wiatrówka              | Marc-André Kessler          | Kostis Antreas Pitsilloudis | Michael Mattle         |
| Pistolet-wiatrówka     | Asgeir Sigurgeirsson        | Mirko Bugli                 | Thomas Videro          |
| Karabin 50 m na leżąco | Helgi Gudmundur Christensen | Eric Lanza                  | Jon Thor Sigurgeirsson |

### Kobiety
| Kategoria          |               |                       |                         |
| ------------------ | ------------- | --------------------- | ----------------------- |
| Wiatrówka          | Carole Calmes | Marilena Constantinou | Esther Barrugues Alvina |
| Pistolet-wiatrówka | Erini Panteli | Jorunn Hardardottir   | Magali Pierre Robaldo   |

## Tabela medalowa
| Poz.    | Państwo       |   |   |   | Łącznie |
| ------- | ------------- | - | - | - | ------- |
| 1       | Islandia      | 2 | 1 | 2 | 5       |
| 2       | Cypr          | 1 | 2 | 0 | 3       |
| 3       | Liechtenstein | 1 | 0 | 1 | 2       |
| 4       | Luksemburg    | 1 | 0 | 0 | 1       |
| 5       | San Marino    | 0 | 1 | 0 | 1       |
| 6       | Monako        | 0 | 1 | 1 | 2       |
| 7       | Andora        | 0 | 0 | 1 | 1       |
| Łącznie | Łącznie       | 5 | 5 | 5 | 15      |